# Sébastien Rémy
Sébastien Rémy (* 16. April 1974 in Audun-le-Tiche, Département Moselle) ist ein ehemaliger luxemburgischer Fußballspieler französischer Herkunft. Durch die Heirat mit seiner luxemburgischen Frau nahm er 2001 die luxemburgische Staatsbürgerschaft an. Der Mittelfeldspieler stand seit 2001 beim F91 Düdelingen in der Nationaldivision unter Vertrag, ehe er zum Ende der Saison 2010/11 seinen Rücktritt vom aktiven Fußball bekannt gab.

## Nationalmannschaft
Für die luxemburgische Nationalmannschaft spielte Rémy 51-mal, erzielte aber nie ein Tor. Im Jahr 2008 erklärte er seinen Rücktritt aus der Nationalelf.

## Erfolge
- Luxemburgischer Meister 2002, 2005, 2006, 2007, 2008, 2009 und 2011 mit dem F91 Düdelingen.
- Luxemburgischer Pokalsieger 2004, 2006, 2007 und 2009 mit dem F91 Düdelingen.

| Personendaten    | Personendaten                  |
| ---------------- | ------------------------------ |
| NAME             | Rémy, Sébastien                |
| KURZBESCHREIBUNG | luxemburgischer Fußballspieler |
| GEBURTSDATUM     | 16. April 1974                 |
| GEBURTSORT       | Audun-le-Tiche                 |